# مانويل دي خيسوس ترونكوسو دي لا كونشا
مانويل دي خيسوس ترونكوسو دي لا كونشا (بالإسبانية: Manuel de Jesús Troncoso) (و. 1878 – 1955 م) هو سياسي، وكاتب، ومحام من جمهورية الدومينيكان ولد في سانتو دومينجو.